# Provincia di Badajoz
Badajoz è una provincia della comunità autonoma dell'Estremadura, nella Spagna occidentale.
Confina con la provincia di Cáceres a nord, con la Castiglia-La Mancia (province di Toledo e di Ciudad Real) a nord-est, con l'Andalusia (province di Cordova, di Siviglia e di Huelva) a sud e il Portogallo (distretti di Beja, di Évora e di Portalegre) a ovest.
Con una superficie di 21.766 km², è la provincia più grande della Spagna. La popolazione nel 2003 era di 663.896 abitanti.
Il capoluogo è Badajoz, altri centri importanti sono Mérida (capoluogo dell'Estremadura) e Don Benito.